# بروتوكول تحليل العنوان العكسي
بروتوكول تحليل العنوان العكسي (بالإنجليزية:  Reverse Address Resolution Protocol أو (RARP))‏ هو بروتوكول اتصال كمبيوتر قديم يستخدمه كمبيوتر عميل لطلب عنوان بروتوكول الإنترنت (IPv4) الخاص به من شبكة حاسوب، عندما يكون كل ما هو متاحًا هو طبقة الارتباط أو عنوان الجهاز، مثل عنوان التحكم بالنفاذ للوسط . يبث العميل الطلب ولا يحتاج إلى معرفة مسبقة بطوبولوجيا الشبكة أو هويات الخوادم القادرة على تلبية طلبه.
تم وصف RARP في منشور فرقة عمل هندسة الإنترنت (IETF) RFC 903 . لقد أصبح قديمًا بواسطة بروتوكول Bootstrap (BOOTP) وبروتوكول التكوين الديناميكي للمضيف الحديث (DHCP)، وكلاهما يدعم مجموعة ميزات أكبر بكثير من RARP.
يتطلب RARP مضيف خادم واحد أو أكثر للحفاظ على قاعدة بيانات لتعيينات عناوين طبقة الارتباط لعناوين البروتوكول الخاصة بهم. يجب تكوين عناوين التحكم في الوصول إلى الوسائط (MAC) بشكل فردي على الخوادم بواسطة المسؤول. RARP مقصور على خدمة عناوين IP فقط.
يختلف ARP العكسي عن بروتوكول تحليل العنوان العكسي (InARP) الموضح في RFC 2390 ، والذي تم تصميمه للحصول على عنوان IP المرتبط بمعرف اتصال ارتباط بيانات ترحيل الإطارات المحلي. لا يتم استخدام InARP في إيثرنت .

## استخدامات العصر الحديث
على الرغم من أن الاستخدامات الأصلية لـ RARP قد حلت محلها بروتوكولات مختلفة ، إلا أن بعض بروتوكولات العصر الحديث تستخدم RARP. الأمثلة هي:
- محاكاة النقل الافتراضية من Cisco (OTV). يستخدم RARP لتحديث جداول إعادة توجيه الطبقة 2 عندما يتحرك عنوان MAC بين مراكز البيانات.
- vSphere vMotion من برنامج VMware.[2] يتم استخدام RARP عندما يتحرك جهاز VM MAC بين الأجهزة المضيفة.